# Mariska Veres

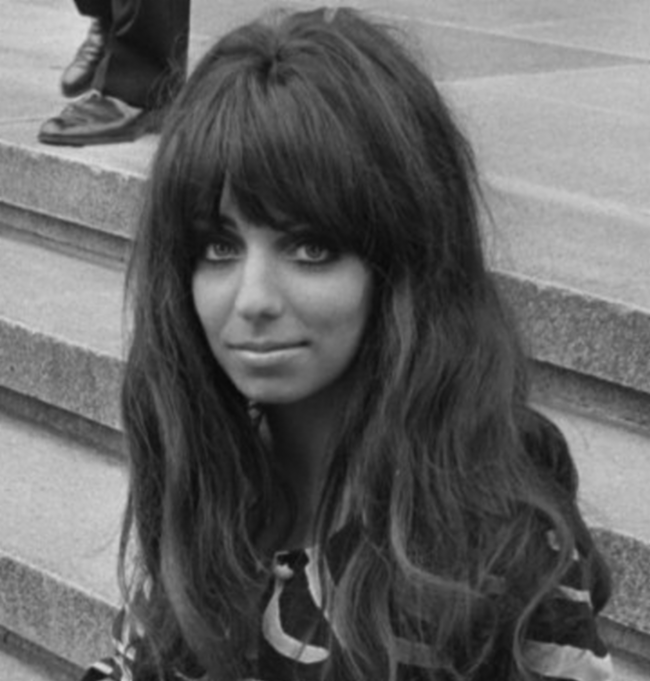
Mariska Veres (1970)

Mariska Veres (* 1. Oktober 1947 in Den Haag als Maria-Elisabeth Ender; † 2. Dezember 2006 ebenda) war eine niederländische Sängerin.

## Leben und Wirken
Veres war die Tochter des aus dem Volk der Roma stammenden ungarischen Geigers Lajos Veres (1912–1981), der vor 1938 mit seiner Zigeunerkapelle Lajos Veres im ungarischen Rundfunk über Jahre präsent war. Ihre Mutter war in Deutschland geboren und französisch-russischer Herkunft. Früh lernte sie Klavier spielen und nahm mehrere Jahre lang Gesangsunterricht.
Ihre musikalische Karriere begann Veres 1963 als Sängerin der Gitarrenband Les Mystères, mit denen sie 1964 beim Wettbewerb beim Jazz Festival Loosdrecht den ersten Preis gewann; aus dieser Gruppe entwickelten sich 1965 The Bumble Bees, die sie nach kurzer Zeit verließ. 1966 sang sie bei der Soulband Motowns, bei der sie auch Orgel spielte. Von 1968 an trat sie als Sängerin der Rockband Shocking Blue auf, die auch in Deutschland mehrere Hits hatte, wie Send Me a Postcard (1968), das vielfach gecoverte Venus (1969), Mighty Joe (1969) und Never Marry a Railroad Man (1970). Die Musiker von Shocking Blue trennten sich 1974; bis zur Wiedervereinigung der Band 1984 trat Veres solo auf. In dieser Zeit veröffentlichte sie eine Reihe von Singles, allerdings kein Album. Mit Take Me High (1975) und Lovin’ You (1976) hatte sie zwei Top-20-Hits in den Niederlanden.
Im Dezember 1975 hatte sie mit dem Titel Mach’ mich frei einen Auftritt in der ZDF-Hitparade.
1988 gründete Veres die Hardrockgruppe Veres, zu der auch ihr Lebenspartner, der Gitarrist André van Geldorp, gehörte. 1993 trat sie mit dem Shocking Jazz Quintet auf, mit dem ein Album mit Popsongs aus den 1960er und 1970er Jahren in Jazzversionen entstand. Von 1993 bis 2006 war sie in einer weiteren Neuauflage von Shocking Blue auf Tournee. Zudem nahm sie 2003 mit Andrei Serban ein Album mit dem Titel Gipsy Heart auf, das zu ihren Roma-Wurzeln zurückführt.
Im Jahre 2006 starb Veres an den Folgen eines Krebsleidens.

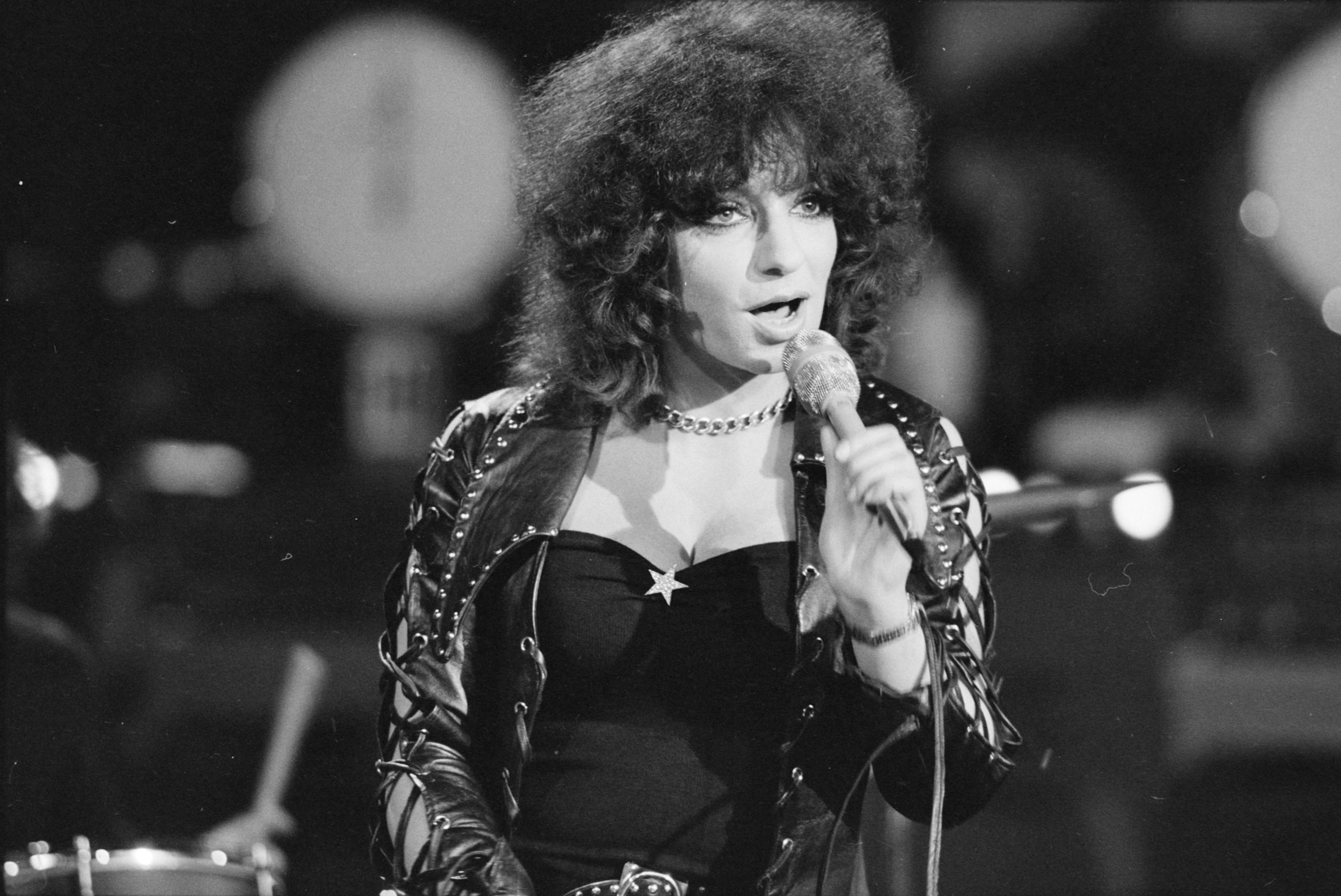
Mariska Veres (1980)

## Diskographische Hinweise
- Mariska Veres & Shocking Jazz Quintet: Shocking You (Red Bullet 1993)
- Mariska Veres & Ensemble Andrei Serban: Gipsy Heart (Red Bullet 2003)